# Kaiane Aldorino
Kaiane Aldorino là một vũ công người Gibraltar, cô là Hoa hậu Gibraltar năm 2009 và là Hoa hậu Thế giới 2009. Ngày 12 tháng 12, cô chiến thắng 111 thí sinh khác và đạt danh hiệu Hoa hậu Thế giới trong một cuộc thi đầy màu sắc và âm thanh kéo dài hai tiếng đồng hồ tại Trung tâm Hội nghị Gallagher, tại thành phố Johannesburg, Nam Phi.

## Cuộc sống cá nhân
Aldorino cao 1,74 mét, cô có làn da nâu khoẻ khoắn và sở hữu ánh mắt, nụ cười đầy ấm áp, gần gũi và thân thiện. Trước khi trở thành Hoa hậu Gibraltar 2009, cô là nhân viên thư ký trong một bệnh viện St Bernard ở Gibraltar, phần đất thuộc Anh ở mũi cực Nam của bán đảo Iberia vùng Địa Trung Hải, giành được cảm tình của đám đông sau khi cô được giải nhất của cuộc thi về áo tắm (Miss Beach), và cô cũng từng tham dự cuộc thi Vô địch khiêu vũ tại Đức.

## Hoa hậu Gibraltar 2009
27 tháng 06 năm 2009, Aldorino đăng quang Hoa hậu Gibraltar 2009, cuộc thi diễn ra tại Alameda Open Air Theatre

## Hoa hậu Thế giới 2009

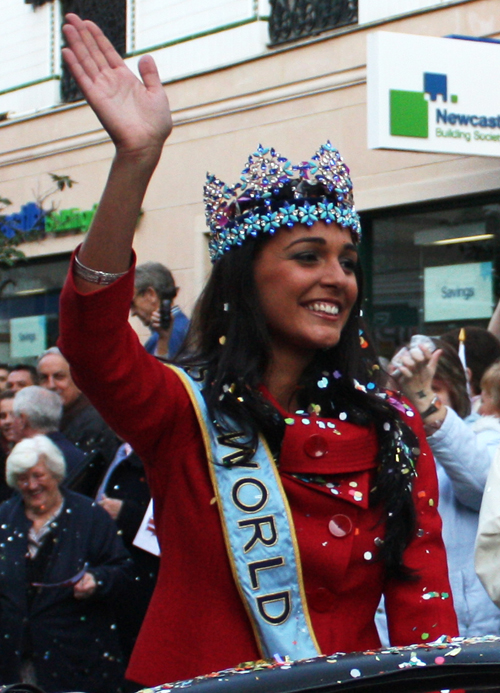
Hoa hậu thế giới 2009 Kaiane Aldorino trở về trong sự chào đón nồng nhiệt của người dân quê hương.

Nam Phi tổ chức cuộc thi Hoa hậu Thế giới 2009, để gây sự chú ý cho cả thế giới về đất nước sẽ đứng ra tổ chức Giải Bóng tròn Thế giới 2010. Cuộc thi được truyền hình đến 180 quốc gia, với tổng dân số lên đến trên 2 tỷ người. Kaiane Aldorino đã làm nên lịch sử vào ngày 12 tháng 12 năm 2009 trở thành người Gibraltar đầu tiên đăng quang ngôi vị Hoa hậu Thế giới,.
Trước khi đến với đêm chung kết, Kaiane Aldorino đã đoạt giải nhất phần thi Hoa hậu Bãi Biển và giành suất vào thẳng Top 16 người đẹp nhất.. Trong đêm chung kết, cô đã xuất sắc vượt qua 111 thí sinh khác thuộc các quốc gia và lãnh thổ trên thế giới đăng quang Hoa hậu thế giới 2009.
Kaiane Aldorino cùng với bảy thí sinh khác lọt được vào vòng chung kết. Á hậu 1 về tay Hoa hậu Mexico, Perla Beltran, tuy nhiên Á hậu 2 mới giành được sự hoan hô nồng nhiệt nhất của các khán giả đông đảo người Nam Phi, vì cô này chính là Hoa hậu Nam Phi Tatum Keshwar. Người tiền nhiệm là Hoa hậu Thế giới 2008, Ksenia Sukhinova (Nga) trao lại vương miện cho Hoa hậu Thế giới 2009 Aldorino.
Kaiane Aldorino không tiết lộ những kế hoạch cụ thể của cô, sau khi đoạt được danh hiệu cao quý này. Trong cuộc phỏng vấn ngắn, dành cho hãng thông tấn AP, tân Hoa hậu Thế giới 2009 đã phát biểu với đại ý: "Tôi sẽ cố gắng làm được những điều gì tốt nhất mà tôi có thể làm được, vì hiện nay tôi đã có cơ hội và lợi thế rồi."